# Blauhai
Der Blauhai (Carcharhinus glaucus, Synonym: Prionace glauca) gehört innerhalb der Haie (Selachii) zur Familie der Requiemhaie (Carcharhinidae). Neben dem Weißspitzen-Hochseehai (Carcharhinus longimanus) und dem Seidenhai (Carcharhinus falciformis) gehört er zu den drei häufigsten Hochseehaiarten.

## Merkmale

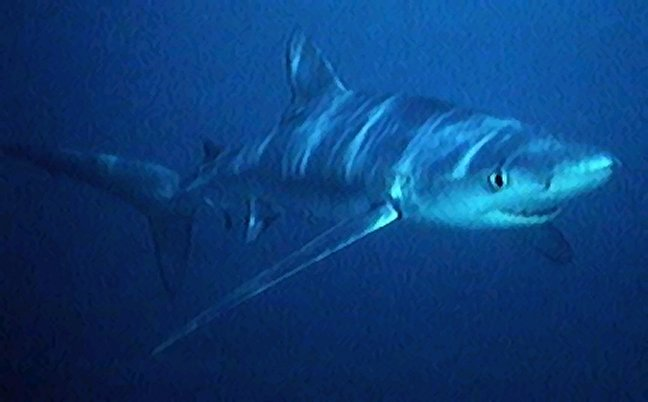
Blauhai

Der Blauhai erreicht normalerweise eine Körperlänge von etwa 3,40 Metern, kann in Einzelfällen jedoch auch deutlich größer werden. So hatte der bislang längste gemessene Blauhai eine Länge von 3,83 Metern und unbestätigte Berichte sprechen sogar von Tieren mit über 4,5 Metern Körperlänge. Das maximal bekannte Körpergewicht eines Blauhais lag bei 205,9 kg. Der Rücken der Tiere sowie die Oberseiten der Flossen sind strahlend dunkelblau und damit namensgebend für die Art. Der Bauch und die Flossenunterseiten sind weiß und an den Flossenspitzen sind die Tiere schwarz. Im Vergleich zu anderen Vertretern der Requiemhaie ist die erste Rückenflosse deutlich weiter nach hinten verlagert und die Brustflossen sind lang und sichelförmig. Die Schwanzflosse ist im Vergleich mit anderen Haien mittelgroß und auf der Schwanzwurzel befinden sich kleine Kiele.
Die Schnauze des Hais ist relativ lang – die Länge ist größer als die Breite – und zur Spitze hin nach oben gebogen. Die sehr großen Augen werden wie bei vielen anderen Haien von einer Nickhaut geschützt. Charakteristisch ist die Bezahnung des Blauhais, der eine artspezifische Gebissformel aufweist:
14 – 0 oder 1 – 14 / 13 bis 15 – 1 bis 4 – 13 bis 15
Das bedeutet, dass die Tiere im Oberkiefer meist einen zentralen Zahn und dann auf jeder Seite bis zu 14 weitere Zähne haben, im Unterkiefer einen bis vier zentrale Zähne und 13 bis 15 Seitenzähne. Die dreieckigen Zähne des Oberkiefers sind dabei charakteristisch gesägt und besitzen konkav gebogene Schneidekanten, die Zahnbasen überlappen einander. Im Unterkiefer stehen ebenfalls dreieckige, fast symmetrische, Zähne, die Sägung ist allerdings deutlich feiner.

## Lebensraum und Verbreitung
Der Blauhai bewohnt meist küstenfernere oder ozeanische Gewässer abseits des Küstenschelfs und taucht bis in eine Tiefe von rund 350 Metern. Er kommt als Kosmopolit in allen tropischen bis gemäßigten Meeresgebieten vor, dabei stellt er die wahrscheinlich am weitesten verbreitete Art aller Knorpelfische dar.

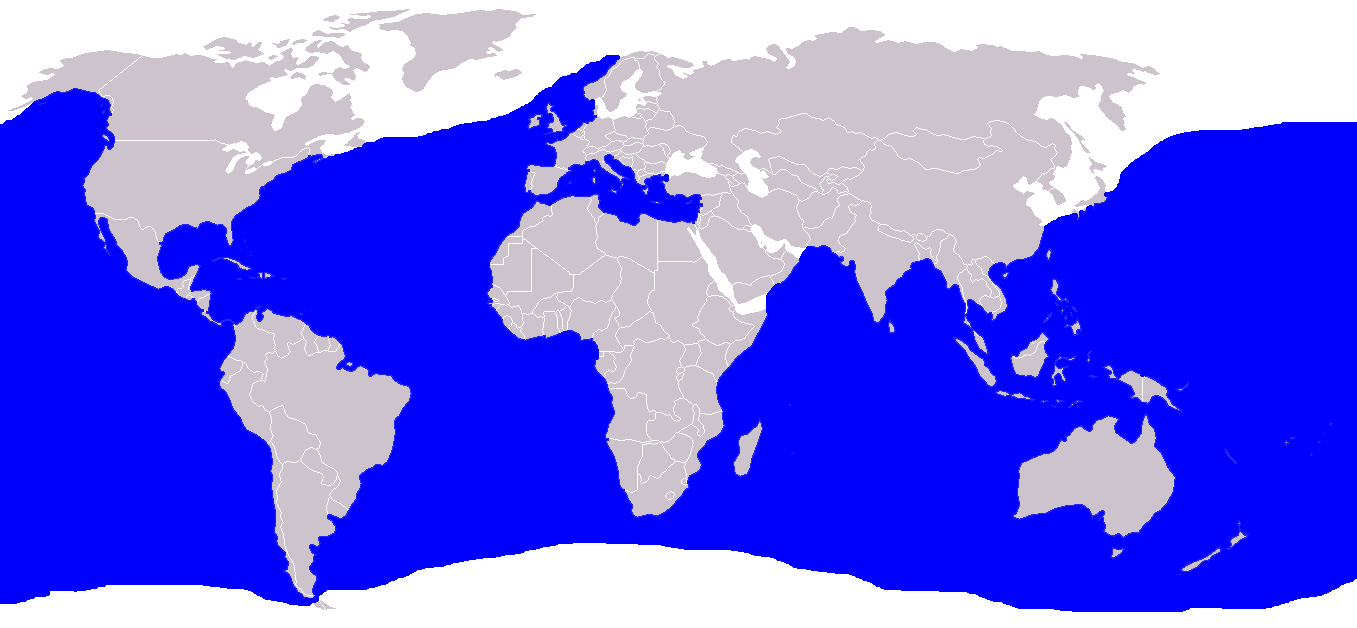
Verbreitungsgebiet des Blauhais

Sehr häufig ist er dabei im Nordatlantik von der Südküste Großbritanniens bis zum Senegal sowie um die Azoren, die Kanarischen Inseln, die Kapverden und Madeira. Außerdem besiedelt er das Mittelmeer und kommt als Sommergast auch in der Nordsee sowie dem Skagerrak und den Gewässern vor Norwegen vor. Im Nordwestatlantik trifft man ihn vor allem weitab der Küste Floridas und der Antillen an; hier ist er Sommergast im Golf von Maine, vor Neufundland und Neuschottland. Im Südatlantik kommt der Hai als Hochseeart vor Südafrika und vor der südamerikanischen Küste (Argentinien, Brasilien, Uruguay) regelmäßig vor. Auch im Indischen Ozean ist er eine Hochseeart, die vor allem zwischen dem 35. und 13. südlichen Breitengrad angetroffen wird; in Küstennähe ist er hier selten. Im Pazifik ist er in allen warmtemperierten Meeresgebieten anzutreffen.
In Teilen seines Verbreitungsgebietes kommt es zu saisonalen Wanderungen in Gebiete, die sich im Sommer aufwärmen. Diese erfolgen teilweise aufgrund der Züge von Fischschwärmen wie denen der Heringe, Makrelen oder auch Thunfische, vor allem im nördlichen Atlantik und im nördlichen Pazifik. Die längste Wanderungsstrecke, die bislang ermittelt werden konnte, stammte dabei von einem Tier, welches vor der Küste Neuseelands markiert und rund 12.000 Kilometer davon entfernt, vor der Küste Chiles, wieder gefangen wurde. Die Tiere bevorzugen offensichtlich Wassertemperaturen im Oberflächenbereich zwischen 7 und 15 °C, seltener Temperaturen bis 21 °C. Im tropischen Bereich findet man die Tiere entsprechend in tieferen und damit kühleren Wasserschichten, wodurch sie seltener gesichtet werden.

## Ernährung und Feinde

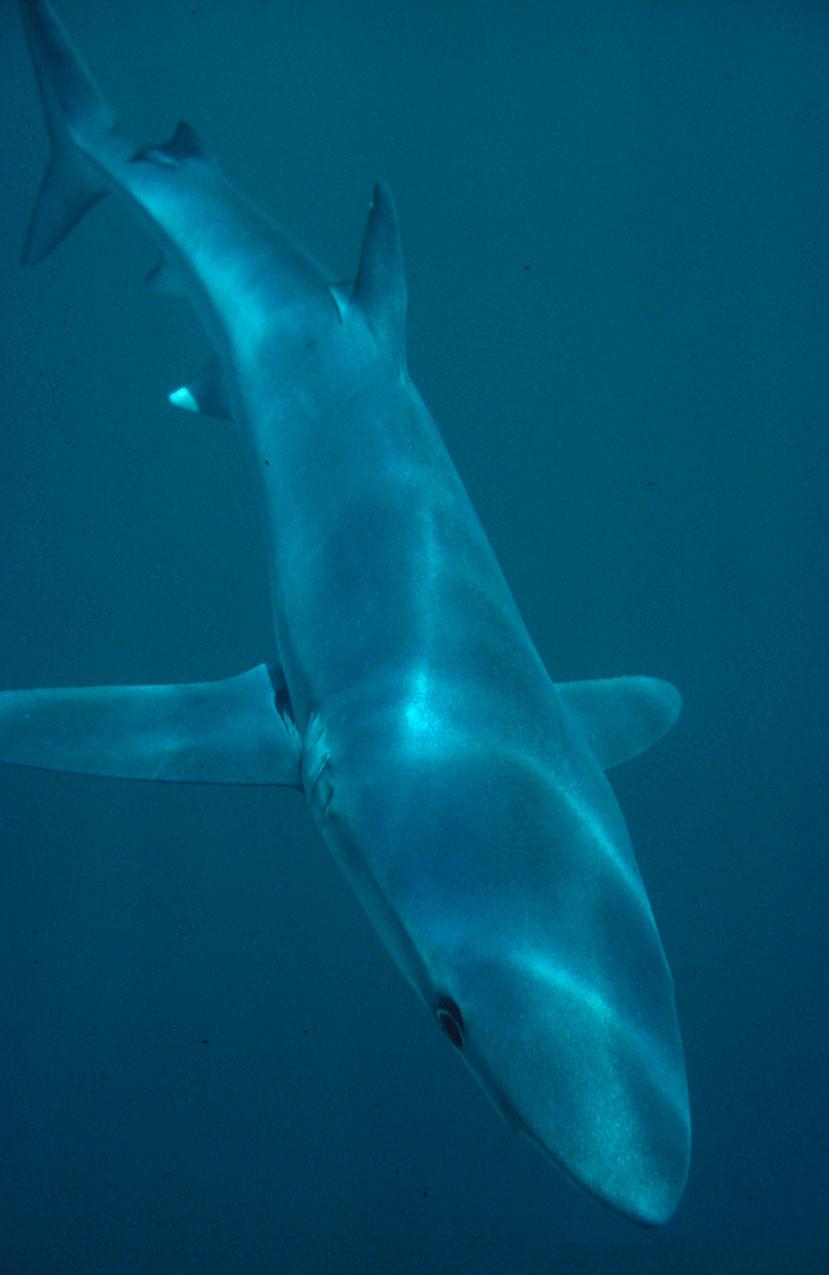
Blauhai

Der Blauhai frisst als großer Hochseehai fast alles, was er erbeuten kann. Den Hauptteil seiner Nahrung stellen dabei Fische jeder Größe dar, überwiegend Schwarmfische wie Heringe, Makrelen, Sardinen oder auch Thunfische. Außerdem jagt er Kopffüßer und auch kleinere Haiarten. Von Schiffen ins Meer geworfene Fischereireste frisst er ebenso wie unverdaulichen Müll, den man regelmäßig in seinem Magen finden kann. Von Hochseefischern und Walfängern wird er neben anderen Arten als Schädling betrachtet, da er sowohl in Netzen als auch in Fangleinen gefangene Tiere attackiert.
Als Feinde der Blauhaie werden neben den Menschen vor allem größere Haie wie der Weiße Hai (Carcharodon carcharias) oder der Makohai (Isurus oxyrinchus) angesehen, besonders für kleinere Blauhaie gilt der Kalifornische Seelöwe (Zalophus californianus) als häufiger Jäger. Parasiten des Blauhais sind vor allem parasitische Krebstiere, die relativ unspezifisch verschiedene Haie und andere Großfische befallen. Häufige Parasiten sind dabei die Copepoden Pandarus satyrus an den Brustflossen, Kroeyerina elongata in der Nase des Hais, Echthrogaleus coleoptratus auf der Körperoberfläche sowie Kroyeria carchariaeglauci und Phyllothyreus cornutus in den Kiemen. Dabei kann die Befallsrate mit Parasiten bis zu 3000 Tiere auf einem Hai betragen und sich in einer Veränderung der Kiemenstruktur auswirken.

## Fortpflanzung und Entwicklung
Blauhaie sind wie die meisten Vertreter der Requiemhaie vivipar. Der Paarung geht wahrscheinlich ein Vorspiel voraus, bei dem die Männchen die Weibchen mit den Zähnen festhalten. Obwohl bislang keine Paarungen beobachtet wurden, wird dies aufgrund der bei den Weibchen deutlich dickeren Haut sowie aufgrund von Bissspuren bei den Weibchen vermutet. Die Tiere gebären zwischen vier und 63 Jungtiere, wobei eine Abhängigkeit zum Alter und der Größe der Mutter angenommen wird. Die Junghaie ernähren sich im Uterus der Mutter von einem Dotter in Form eines Dottersacks und sind bei der Geburt etwa 50 Zentimeter lang. Die Tragezeit beträgt dabei zwischen neun und zwölf Monate.
Ab einer Länge von etwa 2,20 Metern werden die Weibchen geschlechtsreif, das entspricht einem Alter von vier bis fünf Jahren. Über das Einsetzen der Geschlechtsreife der Männchen ist nichts bekannt, auch bei ihnen geht man jedoch von einem fortpflanzungsfähigen Alter ab etwa vier bis fünf Jahren aus. Das älteste bis heute bekannte Tier war etwa 20 Jahre alt.

## Taxonomie

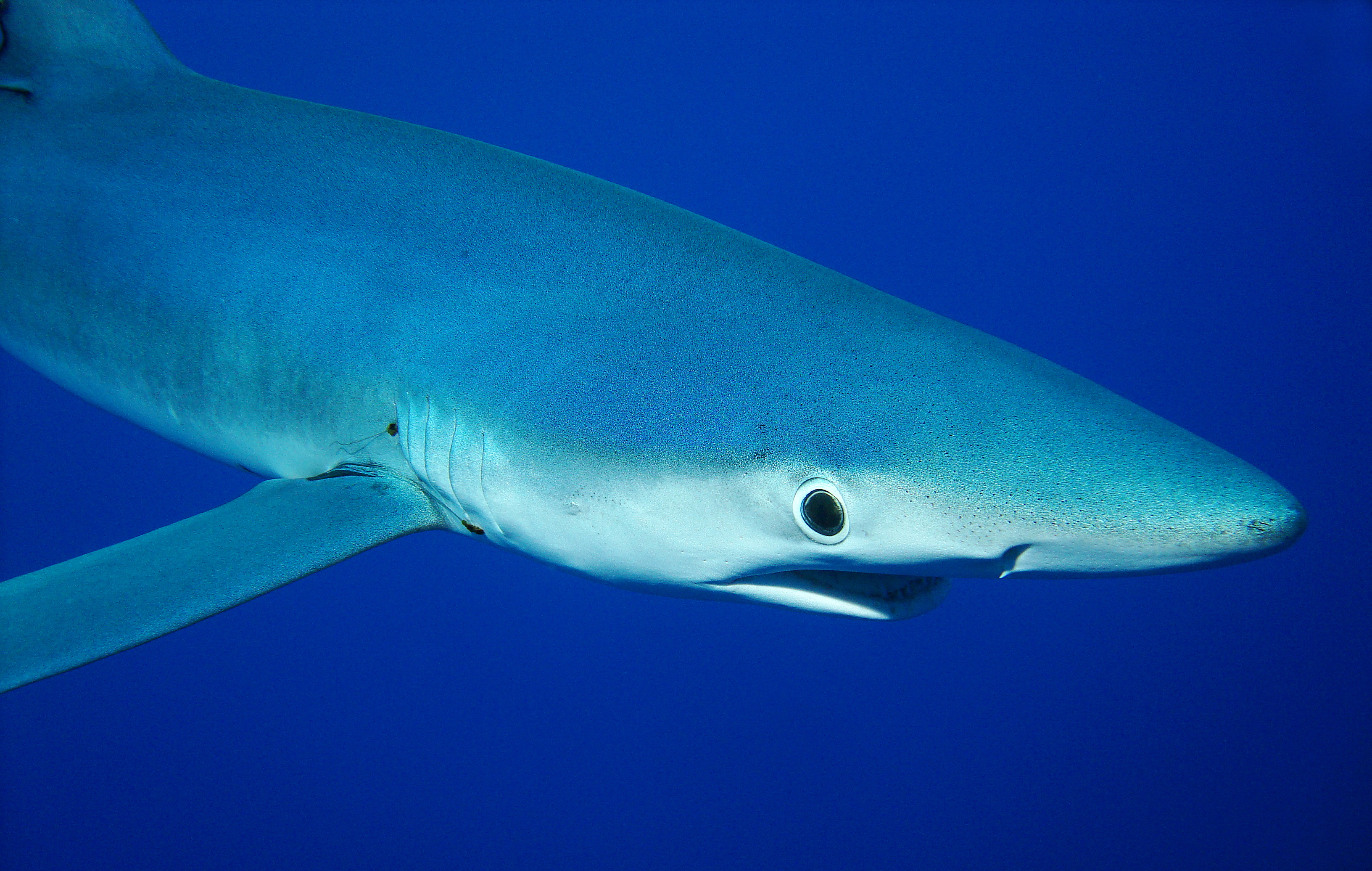
Nahansicht eines Blauhais, Faial, Azoren

Die wissenschaftliche Erstbeschreibung des Blauhais erfolgte 1758 durch Carl von Linné unter der Bezeichnung Squalus glaucus. Der Artname glauca stammt vom lateinischen glaucus für „blau“ oder „blaugrün“. 1849 führte der dänische Zoologe Theodore Edward Cantor die Gattung Prionace ein, mit dem Blauhai als einziger Art. Der Gattungsname Prionace wurde von den griechischen Wörtern prion für „Säge“ und akis für „Punkt“ abgeleitet. Als Synonyme tauchten seit der Beschreibung die Namen Squalus caeruleus Blainville 1826, Thalassinius rondelettii Moreau 1881, Carcharias pugae Perez Canto 1886, Carcharias gracilis Philippi 1887 und Prionace mackiei Phillips 1934 auf.
2023 wurde der Blauhai durch ein Team brasilianischer Wissenschaftler in die artenreiche Requiemhaigattung Carcharhinus überführt, da sich in einer Untersuchung zur genauen systematischen Stellung des Dolchnasenhais (Carcharhinus oxyrhynchus) herausgestellte, dass sowohl der Dolchnasenhai als auch der Blauhai innerhalb der Gattung Carcharhinus stehen. Der Blauhai ist die Schwesterart des Seidenhais (Carcharhinus falciformis).

## Menschen und Blauhaie

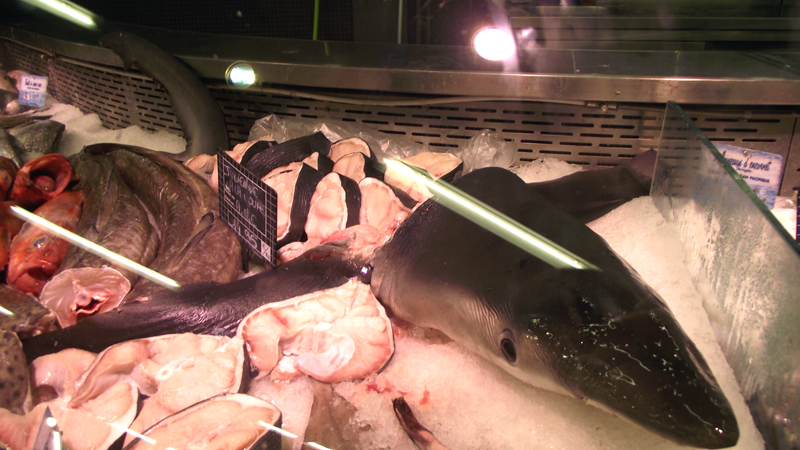
Blauhai in einem französischen Supermarkt.

Der Blauhai stellt einen der beliebtesten Fangfische für Hochseeangler dar. Gemeinsam mit anderen Arten wie dem Weißen Hai, dem Tigerhai und dem Makohai gehört er zu den sieben größten Arten, die in die Listen der International Game Fish Association (IGFA) aufgenommen wurden und für die regelmäßig Fangrekorde angemeldet werden.
Für die kommerzielle Fischerei spielen die Haie vor allem als potentielle Angreifer der in den Netzen gefangenen Fische eine Rolle. Eine kommerzielle Nutzung des Blauhais ist aufgrund des stark harnsäurehaltigen Fleischs nur in Südostasien und in Japan üblich. Angeboten werden Teile der Tiere als Frischware, gesalzen oder getrocknet. Außerdem werden die Flossen zu Haifischflossensuppe verarbeitet und die Haut wird für Lederprodukte genutzt.
Zugleich gilt der Blauhai als eine der für den Menschen potentiell gefährlichen Haiarten. Es gibt mehrere Berichte von Haiattacken durch diese Art auf badende oder tauchende Menschen sowie auf Boote. Dabei ist anzunehmen, dass die Haie die Menschen für eine zu überwältigende Beute hielten. Aufgrund ihres Lebensraumes, der im Normalfall nicht in den Küstenbereichen liegt, sind diese Angriffe jedoch äußerst selten. Der Blauhai kann als Beispiel für die übertriebene Darstellung der Gefährlichkeit von Haien für den Menschen gesehen werden.

## Bedrohung und Schutz
Wie bei anderen großen Hochseehaien stellt die Bejagung für den Blauhai nur eine untergeordnete Gefahr dar. Viel gravierender sind die Verluste, die bei der Schleppnetz- oder Leinenfischerei entstehen. Die Haie werden dabei als Beifang gefangen und sterben meist noch im Netz und an der Leine, da sie für ihre Atmung in ständiger Bewegung sein müssen. Auf diese Weise sterben jährlich zwischen 10 und 20 Millionen Tiere.
Auf der Roten Liste gefährdeter Arten sind die Blauhaie als potenziell gefährdet (near threatened) eingeordnet.
2017 wurden Blauhaie in der Convention on the Conservation of Migratory Species of Wild Animals (CMS) auf die Liste der appendix II aufgenommen.